# Эдвардс, Скай
Скай Э́двардс (англ. Skye Edwards; полное имя Shirley Klarisse Yonavive Edwards, род. 27 мая 1974, Лондон) — британская певица и композитор, вокалистка трип-хоп группы Morcheeba (1995—2003; 2010—н. в.).

## Биография и карьера
Родилась 27 мая 1974 года в восточном Лондоне. Свой творческий псевдоним, читающийся как Скай (англ. Sky — «небеса»), певица составила из начальных букв своего полного имени (англ. Shirley Klarisse Yonavive Edwards). C 1995 года Скай является вокалисткой британского музыкального трио Morcheeba. В составе группы с участием Скай было записано 7 номерных альбомов, 4 сборника, а также 25 синглов.
В 2003 году Скай занялась сольной карьерой и покинула группу. В 2006 году певица выпустила дебютный альбом «Mind How You Go». Музыкальные издания позиционировали альбом как «элегантную поп-музыку для респектабельной публики, изящный джазовый соул-вокал, окружённый изысканными, но лаконичными аранжировками». Второй альбом Скай выпустила в 2009 году, он получил название «Keeping Secrets». 15 февраля 2010 года было официально объявлено о возвращении в состав Morcheeba вокалистки Скай Эдвардс и воссоздании первоначального состава группы.
Помимо работы над записью альбомов, певица работает ещё и как композитор. Она пишет не только музыку к своим песням, также в её активе написание музыки к двум кинофильмам: «Враг государства» (1998) и «Доктор Дулиттл 2» (2001).
Скай принимала участие в благотворительных проектах:
- Perfect Day, в помощь нуждающимся детям в 1997 году (совместно с Боно из U2, Дэвидом Боуи, Элтоном Джоном, Томом Джонсом и другими знаменитыми музыкантами),
- Band Aid 20 — запись новой версий благотворительного сингла Do They Know It’s Christmas? («А знают ли они, что наступает Рождество?»), в помощь голодающим детям Судана, в 2004 году.

## Личная жизнь
Скай Эдвардс замужем за нью-эйдж музыкантом Стивом Гордоном. Пара вырастила четверо детей.

## Дискография
- Mind How You Go (2006)
- Keeping Secrets (2009)
- Back To Now (2012)
- In a Low Light (2015)